# Alto Marne
O Alto Marne ou, na sua forma portuguesa, Alto Marna (em francês Haute-Marne) é um departamento da França localizado na região do Grande Leste. Sua capital é a cidade de Chaumont.	
O nome do departamento é derivado do rio Marne que banha a região.